# ジェイ・エス・ビー
株式会社ジェイ・エス・ビー （英称：J.S.B. Co.,Ltd.）は、京都府京都市に本社を置く日本の不動産会社である。学生マンション・高齢者住宅の企画・開発・管理・仲介などを行っている。

## 企業活動
メイン事業は、学生マンションの企画、管理、賃貸事業である。管理戸数は72,484戸（2020年4月末時点）で、学生マンション業界首位である。大学や大学生協との協力を積極的に行っている。2011年よりサービス付き高齢者向け住宅事業に参入。

## 沿革
- 1976年（昭和51年）12月 - 株式会社京都学生情報センター設立
- 1985年（昭和60年）9月 - 「学生下宿年鑑」創刊
- 1988年（昭和63年）1月 - 株式会社大阪学生情報センター設立
- 1989年（平成元年）3月 - 株式会社東学設立
- 1990年（平成2年）7月 - 株式会社ジェイ・エス・ビー (Japan Students Bureau) を設立　株式会社京都学生情報  センターの業務を引き継ぐ
- 2002年（平成14年）12月 - 株式会社OVO設立
- 2004年（平成16年）
  - 3月 - 総合管財株式会社設立
  - 10月 - 新コーポレートブランド「UniLife」制定
- 2011年（平成23年）
  - 1月 - 高齢者住宅事業の開始
  - 11月 - 高齢者向け住宅の紹介所『高齢者住宅情報プラザ Grand UniLife（グランユニライフ）』の展開を開始
- 2012年（平成24年）5月 - 株式会社グランユニライフケアサービス地域各社設立
- 2014年（平成26年）10月 - リビングネットワークサービス株式会社設立
- 2015年（平成27年）10月 - 株式会社ジェイ・エス・ビー・ネットワークにて、大学生活協同組合東京事業組合（現・大学生協事業連合）と業務提携
- 2017年（平成29年）7月 - 東京証券取引所市場第二部へ上場
- 2018年（平成30年）7月 - 東京証券取引所市場第一部銘柄に指定

## 本部・支社
- 東京本部
- 札幌支社
- 仙台支社
- 東京支社
- 名古屋支社
- 京滋北陸支社
- 大阪支社
- 岡山支社
- 福岡支社

## グループ会社
- 株式会社ジェイ・エス・ビー・ネットワーク
- 総合管財株式会社
- リビングネットワークサービス株式会社：2014年設立[1]
- 株式会社OVO：2002年設立[1]
- 株式会社グランユニライフケアサービス
- 株式会社ジェイ・エス・ビー・フードサービス：2018年設立[1]
- 株式会社東京学生ライフ/株式会社湘南学生ライフ：2019年グループ入り[1]
- 株式会社スタイルガーデン：2020年完全子会社化[1]
- 株式会社Mewcket：2020年完全子会社化[1]